# Michał Drucki Sokoliński (zm. 1621)
Michał Drucki Sokoliński herbu własnego (zm. w październiku 1621 roku) – książę, wojewoda połocki w 1613 roku, wojewoda smoleński w 1621 roku (nie objął urzędu), kasztelan witebski od 1605 roku, marszałek orszański w 1591 roku, rotmistrz Jego Królewskiej Mości.
Był wyznawcą prawosławia, następnie unitą.